# Seulatan
Seulatan is een bestuurslaag in het regentschap Pidie van de provincie Atjeh, Indonesië. Seulatan telt 421 inwoners (volkstelling 2010).